# Pommeline Tillière
Pommeline Tillière (Gent, 2 mei 1994) heeft deelgenomen aan Temptation Island 2017. Hierna kreeg ze veel aandacht in de media en nam ze deel aan verschillende televisieprogramma's. Ook haar relaties kwamen uitgebreid in de media aan bod.

## Carrière
Tillière verscheen in 2017 voor het eerst op televisie door haar deelname als verleidster aan Temptation Island 2017. In het programma leerde ze Merijn kennen, die deelnam met zijn toenmalige vriendin als koppel, waar ze nadien een relatie mee begon. Zowel Tillières deelname als haar relatie kregen veel persaandacht.
Hierna verscheen Tillière in tal van programma's. Samen met haar moeder nam ze ook deel aan een speciale Zo moeder, Zo dochter-aflevering van Zo man, zo vrouw op VIJF. In najaar 2017 verscheen ze in verschillende filmpjes tijdens de vragenronde van De Slimste Mens ter Wereld op VIER. Sinds 2017 is ze ook het gezicht van Star Casino. Haar foto's hiervoor werden aangeklaagd wegens te vrouwonvriendelijk door de Jury van Ethische Praktijken. De foto's werden aangepast en er werd verder gewerkt met Tillière. Ook door haar plastische ingrepen kwam Tillière in het nieuws. Ze maakte hier reclame voor en de operatie van haar bilvergroting was live te volgen op Instagram.
In 2018 begon Tillière een relatie met Temptation Island 2018-deelnemer Fabrizio Tzinaridis. Samen verschenen ze ook in Temptation Islands praatprogramma Goedele On Top. Samen met Tzinaridis verschenen ze het Videoland-programma I Love You Tattoo, waar ze beide tatoeages zetten bij deelnemers.  In najaar 2018 nam het koppel ook deel aan Sex Tape op VIJF. In het voorjaar van 2019 verscheen Tillière eveneens als Tzinaridis in het MTV programma Just Tattoo of Us BENELUX waarin ze beide schokkende tatoeages uitdelen aan deelnemers die ze voor elkaar uitkiezen en laten zetten zonder dat ze weten wat het is. Als koppel namen Tillière en Tzinaridis deel aan Temptation Island Vips. Mede door hun deelname werd de serie ook uitgezonden in Vlaanderen. In juli 2019 maakte het koppel bekend dat ze uit elkaar zijn.
In september 2019 was Tillière een week te gast bij Gert Late Night. In het najaar van 2019 was ze te zien in het datingprogramma Celebs gaan daten. Op 14 oktober 2019 raakte bekend dat Tillière de intentie had een eigen tattoo-zaak met de naam INKspired by Pommeline te openen in het Oost-Vlaamse Erpe-Mere en daarvoor een handelshuur had afgesloten. Op 19 januari 2020 ging haar nieuwe zaak open.